# Lalala Shiawase no Uta
Singles de Cute
Tokaikko Junjō
(2007) Koero! Rakuten Eagles
(2008)
 Lalala Shiawase no Uta  (LALALA 幸せの歌) ("LALALA La chanson du bonheur") est le 4e single "major" et 8e single au total du groupe de J-pop Cute, sorti le 27 février 2008 au Japon sur le label zetima, écrit et produit par Tsunku. Il atteint la 6e place du classement Oricon. Sortent aussi une édition limitée du single avec un DVD bonus, et une version "Single V" (vidéo). Une édition spéciale "event V" sera vendue lors de prestations du groupe.
La chanson-titre figure sur le 3e album du groupe, 3rd ~Love Escalation!~ qui sort deux semaines plus tard. Une nouvelle version ré-interprétée avec les membres de Morning Musume et Berryz Kōbō figurera sur la compilation de fin d'année du Hello! Project Petit Best 9.

## Membres
- Maimi Yajima
- Erika Umeda
- Saki Nakajima
- Airi Suzuki
- Chisato Okai
- Mai Hagiwara
- Kanna Arihara

## Titres
Single CD
1. Lalala Shiawase no Uta (LALALA 幸せの歌?)
2. Saikōkyū no Enjoy Girls (最高級のエンジョイGIRLS?)
3. Lalala Shiawase no Uta (instrumental) (LALALA 幸せの歌 (instrumental)?)

Single V (DVD)
1. Lalala Shiawase no Uta (LALALA 幸せの歌?) (PV)
2. Lalala Shiawase no Uta (Close-up Ver.) (LALALA 幸せの歌 (Close-up Ver.)?)
3. Making of (メイキング映像?)

DVD de l'édition limitée
1. Lalala Shiawase no Uta (Dance Shot Ver.) (LALALA 幸せの歌 (Dance Shot Ver.)?)

DVD de l'édition "event V"
1. Lalala Shiawase no Uta (Umeda Erika Close-up Ver.)
2. Lalala Shiawase no Uta (Yajima Maimi Close-up Ver.)
3. Lalala Shiawase no Uta (Nakajima Saki Close-up Ver.)
4. Lalala Shiawase no Uta (Suzuki Airi Close-up Ver.)
5. Lalala Shiawase no Uta (Okai Chisato Close-up Ver.)
6. Lalala Shiawase no Uta (Hagiwara Mai Close-up Ver.)
7. Lalala Shiawase no Uta (Arihara Kanna Close-up Ver.)